# Christy Essien-Igbokwe
Pour les articles homonymes, voir Essien et Igbokwe.
Christy Uduak Essien-Igbokwe, nom de scène Christy Essien-Igbokwe, née le 11 novembre 1960 dans l'État d'Akwa Ibom au Nigeria, morte le 30 juin 2011 à Lagos, est une chanteuse et actrice du cinéma de Nollywood.
Essien-Igbokwe chante ses chansons en igbo, ibibio, efik, haoussa et yoruba mais également en anglais.

## Parcours
Christy Essien-Igbokwe est née en novembre 1960 dans l'État d'Akwa Ibom. Sa mère meurt lorsqu'elle a 12 ans. Elle vit alors vécu à Aba, avec un ami de sa mère, qui l'encourage dans sa carrière de chanteuse et luiachète un lecteur de cassettes d'occasion pour enregistrer ses chansons.
Christy Essien-Igbokwe commence sa carrière musicale à l'école secondaire, en chantant dans des clubs. Elle apparaît aussi régulièrement dans les émissions de variétés de la NTA. En 1976, elle rejoint la distribution de The New Masquerade, un sitcom. Elle sort son premier album (Freedom) l'année suivante. En 1981 sort son album le plus réussi, qui rencontre lesuccès, Ever Liked My Person. Profitant de sa notoriété pour mettre en lumière des questions sociales, elle apparaît dans des films, qui traitent de la maltraitance des femmes et des enfants.
Elle est connue pour son activisme féministe.
Connue pour sa chanson Seun Rere, elle crée la Performing Musicians Association of Nigeria (en) et en est la première présidente. Elle a également été la présidente et directrice générale de Soul Train entertainment limited..
Christy Essien-Igbokwe est morte d'une maladie gastro-intestinale le 30 juin 2011 à l'âge de 50 ans à l'hôpital universitaire de l'État de Lagos.

## Discographie
La discographie de Christy Essien-Igbokwe, comprend les albums suivants  : 
1. Freedom (1977)
2. Patience (1978)
3. Time Waits For No One (1978)
4. One Understanding (1979)
5. Give Me A Chance (1980)
6. Ever Liked My Person? (1981)
7. It's Time (1982)
8. Taking My Time (1986)
9. Hear The Call (1990)
10. Mysteries of Life (1992)
11. All of a Sudden (2011)